# Жерар Дебре
Жерар Дебре (фр. Gérard Debreu; Кале, 4. јул 1921 — Париз, 31. децембар 2004), француско-амерички економиста, добитник Нобелове награде за економију.
Завршио је математику у Француској на елитној Вишој нормалној школи. У САД је отишао 1950. године и радио прво у Коулсовој фондацији за економска истраживања у Чикагу, затим на Универзитет Јејлу и Универзитет Станфорду, да би од 1962. предавао економију на Калифорнијском универзитету у Берклију.
Најважнији допринос Дебреа је финализација неовалрасијанске теорије опште равнотеже. Заједно са Ароуом, дао је 1954. дефинитиван математички доказ за егзистенцију компетитивне равнотеже у моделу опште равнотеже. Његова књига Теорија вредности: аксиоматска анализа економске равнотеже (The Theory of Value: An axiomatic analysis of economic equilibrium, 1959) и данас је основни израз теорије опште равнотеже у најчистијем, аксиоматском облику. Такође, независно од других је доказао прву и другу фундаменталну теорему економике благостања. 
Нобелову награду добио је 1983. године 'за укључивање нових аналитичких метода у економску теорију и за ригорозно реформулисање теорије опште равнотеже' (из образложења).